# Hiệp ước 1818
Hiệp ước về ngư nghiệp, ranh giới và sự phục hồi chế độ nô lệ giữa Hoa Kỳ và Liên hiệp Vương quốc Anh và Ireland, còn được gọi là Hiệp ước London, Hiệp ước Anh-Mỹ năm 1818, Hiệp ước 1818, hoặc chỉ đơn giản là Điều ước 1818 được ký ngày 20 tháng 10 năm 1818 giữa Hoa Kỳ và Anh Quốc, mà, cùng với những điều khác, quy định biên giới Canada – Hoa Kỳ theo hầu hết chiều dài vĩ tuyến 49.
Thỏa ước này giải quyết các vấn đề biên giới tồn đọng giữa hai quốc gia, và cho phép chiếm đóng và định cư chung chung ở xứ Oregon, được biết trong lịch sử Anh và trong lịch sử Canada là Khu vực Columbia của Công ty Bay Hudson, và bao gồm cả các phần phía nam kết nghĩa của nó là Khu vực New Caledonia.
Hiệp ước đánh dấu việc Vương quốc Anh đánh mất vĩnh viễn sau cùng đối với lãnh thổ nay là Hoa Kỳ Lục địa, trong khi đạt được nó ở mũi cực bắc của lãnh thổ Louisiana ở trên phía vĩ tuyến 49 vĩ bắc, được gọi là sông Milk ngày nay là miền nam Alberta. Anh nhượng lại tất cả của nam đất Rupert, từ vĩ tuyến 49 và phía tây dãy núi Rocky, bao gồm tất cả các phía nam sông Red Colony của vĩ độ đó.